# Зв'язок в Албанії
Зв'язок в Албанії почав свій активний розвиток тільки в 1990-і роки. До його складу включають радіо, телебачення, телефонію і Інтернет. Розвиток зв'язку гальмується через розруху, викликану заворушеннями в 1997 році і Косівською війною.

## Загальна ситуація
Албанія була до 1990 року найбільш закритою країною не тільки в Організації Варшавського договору, але і в Європі і світі через жорстку ізоляціоністську політику Енвера Ходжі. Розподіл апаратів для зв'язку в країні вівся під суворим контролем правлячої Албанської партії праці. Телефонний зв'язок використовувався зазвичай тільки вищим партійним керівництвом, отримати телефон було досить важкою справою. Суворо обмежувався продаж телевізорів і радіоприймачів (глушилися радіостанції сусідніх Греції, Югославії і Італії як країн — ідеологічних ворогів Албанії). На початку 1990-х ситуація змогла зрушити з мертвої точки.

## Розвиток
В середньому на 1000 осіб в Албанії припадало лише 14 апаратів. Всього було 42 тисячі телефонних ліній, з них 13 тисяч проходили через Тирану, 2 тисячі — через Дуррес, решта — через Шкодер, Эльбасан, Влеру, Гирокастру та інші міста. В кожному селі зазвичай було не більше одного телефону, однак на початку 1990-х років наслідки економічних і соціальних реформ призвели до того, що більш ніж в одній тисячі сіл зник телефонний зв'язок: всі дроти були перероблені і переплавлені для виробництва колючого дроту.
Переважна частина телефонних апаратів була низькоякісною і датувалася аж 1940-ми роками виробництва. Робітники в Тирані, які збирали телефони, могли використовувати рідкісні італійські деталі. Міжнародний зв'язок фактично не існував. Тільки на початку 1990-х були утворені 240 короткохвильових ліній зв'язку з Італією і 180 таких же з Грецією для міжнародних переговорів. Албанська телефонна компанія встановила дві АТС U-20 від компанії Italtel для цифрового зв'язку: одна в Тирані для міжнародних, міжміських і місцевих переговорів, інша в Дурресе для місцевих переговорів. Дві компанії з США зуміли налагодити також гарячу лінію між Вашингтоном і Тираною

## Сучасні параметри
Сучасний телефонний зв'язок в Албанії залишається вкрай нерозвиненим, незважаючи на інвестиції в розвиток стаціонарної телефонії. На 100 осіб припадає всього 10 телефонних ліній, що є найгіршим показником в Європі. Проте мобільний зв'язок розвивається з 1996 року і вкрай ефективний в країні: забезпечено повне покриття завдяки дії численних провайдерів. Розвивається оптоволоконний зв'язок і короткохвильовий радіозв'язок з Грецією і Італією з Тираною.

## Радіо
За державне мовлення відповідає телерадіокомпанія RTSH, що володіє радіостанціями Radio Tirana (загальна тематика), Radio Tirana 2 (музична радіостанція) і Radio Tirana 3 (багатомовна програма). Станом на 2010 рік було доступне мовлення міжнародних станцій: Голос Америки, Міжнародне французьке радіо, Німецька хвиля та Всесвітня служба BBC (103,9 МГц у Тирані.

## Розвиток
Інтернет в Албанії з'явився на стику століть. Розвиток широкосмугового Інтернет-зв'язку активізувався в 2005 році, але до цих пір програє за популярністю бездротовому зв'язку. Інтернет-кафе популярні в Тирані і в інших великих містах Албанії [1]. Супутники Eutelsat надають безкоштовний Інтернет-зв'язок в державних установах, школах і місцевих органах самоврядування [5] [6]

## Основні характеристики
Національний домен верхнього рівня: .al [1]
Користувачів Інтернету: 1,6 млн. осіб на 2012 рік, 100-е місце в світі за кількістю (еквівалентно 54,7% населення країни, 77-е місце в світі) [7] [8]. Для порівняння: в 2009 році було 1,3 млн. Чоловік, але при цьому 91-е місце в світі [1].
Абоненти дротового зв'язку: 148882 людей на 2012 рік, 91-е місце в світі за кількістю (еквівалентно 5% населення, 103-е місце в світі) [7] [9]
Абоненти Wi-Fi з'єднань: 552676 людей на 2012 рік, 90-е місце в світі за кількістю (еквівалентно 18,4% населення, 74-е місце в світі) [10]
Інтернет-хости: 15528 одиниць на 2012 рік, 124-е місце в світі [1]
IP-адреси: 323840 одиниць на 2012 рік, менше 0,05% від загального числа в світі, в середньому 3,4 адреси на 1000 чоловік [11] [12]
Провайдери: 10 одиниць (2001 рік).

## Цензура
Цензура в Інтернеті заборонена, оскільки її поняття суперечить законодавству Албанії, який передбачає свободу слова і друку і забороняє втручання держави в приватне життя громадянина. Отже, урядові служби не мають права відстежувати листування електронною поштою або спілкування в чатах. Проте, з'являються іноді повідомлення про те, що бізнес і уряд роблять серйозний тиск на власників деяких сайтів [13].